# Salvatore Enrico Failla
Salvatore Enrico Failla (Catania, 24 marzo 1938 – Catania, 27 ottobre 2008) è stato un musicologo, musicista e compositore italiano.

## Biografia
Conseguì la maturità classica al "Leonardo da Vinci" di Catania nel 1956. Contemporaneamente intraprese gli studi musicali in giovanissima età. Formatosi come pianista e diplomatosi presso il Conservatorio Giuseppe Verdi di Milano nel 1957, perfezionatosi l'anno seguente con il maestro Enzo Calace (Napoli, 12.2.1890 - 8.10.1961); in seguito, studiò clavicembalo con Roberto Pagano, composizione con il M.tro Cesare Rossi Oldrati (Milano, 1906-?), direzione d'orchestra, musica da camera con il pianista Antonio Beltrami; e poi ancora composizione a Palermo con Lucio Librizzi (Bompietro, 1920-1972), a Messina con Gino Contilli.
Laureato in Filosofia nella città natale, il rapporto accademico con l'Università di Catania iniziò a partire dall'anno 1971-'72: dapprima come incaricato di esercitazioni, poi contrattista, dal 1982 ricercatore e titolare di insegnamenti ufficiali nella facoltà di Lettere. Quindi, dal 1985, fu professore associato, sempre a Catania, dove insegnò anche nei corsi per la facoltà di Scienze Politiche. Insegnò per un triennio anche a Messina; fu docente nel Master in Comunicazione e Linguaggi non verbali dell'Università Ca' Foscari a Venezia. Infine, divenne ordinario di Storia della Musica del Dipartimento di Scienze Storiche, Antropologiche e Geografiche dell'Università degli Studi di Catania, ricoprendo inoltre anche l'insegnamento musicologico presso l'Accademia di belle arti di Catania, mantenendo vivi i suoi principali ambiti di interesse, dalla Nuova Musica al melodramma belliniano, alle relazioni tra letteratura, musica e arti visive. Studiò e trascrisse liriche di Pietro Antonio Coppola e Salvatore Falbo Giangreco. Scrisse saggi sul maltese Josie Mallia Pulvirenti (1896-1964), su Karol Szymanowski, su Erik Satie.
Si dedicò all'opera di Vincenzo Bellini, dando un notevole impulso in senso scientifico alla ricerca e realizzando tra l'altro edizioni diplomatiche di Adelson e Salvini e Zaira. Il compositore Bellini fu indagato non soltanto attraverso studi monografici, ma proponendo singoli saggi, articoli dedicati prevalentemente all’Ottocento, ed in particolare alla figura e all’opera, scandagliate sotto il profilo biografico, critico, filologico (gli studi sugli autografi belliniani) ed in rapporto ai molteplici aspetti del sistema di produzione operistico. Fu tra gli organizzatori delle Celebrazioni Belliniane del 1985 e del 2001. Nel 2001 promosse una «Giornata di studi su Francesco Pastura» nelle Biblioteche riunite Civica e A. Ursino Recupero. Fu direttore del Comitato scientifico per la redazione del Catalogo dei manoscritti e delle stampe musicali della Biblioteca del Museo Civico Belliniano.  Ricoprì la doppia veste di direttore scientifico e presidente delegato della Fondazione Bellini dal 2002 al 2008.
Alla sua attività di musicologo, Failla affiancò quella di compositore, esplorando i terreni della sperimentazione. In oltre un trentennio di attività, Failla si occupò di musica sul piano filologico, storico, giornalistico – fu giornalista pubblicista –, organizzativo, convegnistico, didattico, compositivo, esecutivo, critico. Fu redattore scientifico di numerosi voci delle due edizione dell'Enciclopedia di Catania nel 1980 e nel 1987 (Tringali Editore). Curò la partecipazione, conrelazioni, a convegni scientifici. Tenne conferenze e seminari presso varie istituzioni culturali italiane e straniere (Stoccolma, Parigi, Malta).
Per quasi un trentennio direttore artistico dell'Associazione Musicale Etnea (1975-2002), ideò e diresse per alcuni anni le rassegne «Catania Musica Estate» (1979) e «Siculorum Gymnasii Musica» (dal 1985). Fu consigliere di amministrazione del Teatro Massimo Bellini di Catania e direttore responsabile della rassegna scientifica di contributi musicologici «Note su Note» da lui stesso ideato e fondato.
La sua competenza fu certamente per la città di Catania un punto di riferimento costante per la musica contemporanea e le avanguardie novecentesche. Organizzò presso l'Università degli Studi catanese la presenza di artisti e studiosi di valore internazionale: da citare, tra l'altro, seminari di Sylvano Bussotti, Francesco Pennisi, Franco Donatoni, Philip Glass e Aldo Clementi al quale, su sua segnalazione, l'Ateneo siciliano conferì la laurea "honoris causa" (aprile 2008). Fu pure l'ideatore dei Seminari di Concertazione di Musiche del Novecento, eventi ospitati presso l'Ateneo, nel corso dei quali i maggiori ensemble, specializzati nell'esecuzione di musica del Novecento, concertavano un programma da concerto, interagendo con gli spettatori.

## Compositore
Dopo aver esplorato le possibilità offerte dalla Scuola di Darmstadt, Failla si rivolse al Ripetitivismo in chiave inedita: convinto che la serie schoenberghiana avesse ancora molte possibilità da offrire, ha azzardato l'ipotesi di costruzione di minimi moduli ripetitivi basati su cellule seriali invece che tonali.
Alle sue pubblicazioni musicologiche si affianca anche una piccola produzione letteraria. 

## Archivio
Il «Fondo Failla» fa parte dal 2012 dell'Archivio Storico e del Museo teatrale del Teatro Massimo Bellini di Catania. Un patrimonio culturale costituito da 59 scatole di libri, riviste e autografi, 35 scatole di spartiti musicali, 4 scatole di rulli musicali che vengono suonati su una pianola meccanica, strumento musicale d'epoca anch'esso parte della donazione all'ente in accordo con la famiglia dello studioso.

## Opere
Presenta varie pubblicazioni tra libri, articoli, saggi e note illustrative, relazioni, edite a partire dal 1975.

### Monografie
- Debussy, Ravel e il pianoforte, Catania, Università degli Studi di Catania, 1975.
- Elementi di acustica musicale: con nozioni di teoria musicale in appendice, Catania, Università degli Studi, 1976.
- La Sicilia di un musicista polacco: Krol Roger di Karol Szymanowski, 1981.
- Satie piano seul, Catania, Arcifa, 1983.
- Musicisti italiani d'oggi : interviste a Pennisi ..., Catania, La goliardica, 1984.
- Bellini Vincenzo in Catania; introduz. di Giuseppe Giarrizzo; fotografie di Mario Rossi Trombatore, Catania, G. Maimone, 1985.
- Anna Guillot: il gioco sta all'io come l'estasi all'es: 15-23 maggio 1987, Catania, Centrocittà, 1987.
- Anna Guillot: it is, Catania, Carte d'arte, 1994.
- Nel ventre della pecora è il canto: Zampogne e dintorni nel teatro belliniano, Palermo, Mnemes, 2002 (1ª ed., Catania, G. Maimone, 1985). ISBN 88-8161-092-2
- Ante musicam musica: Torquato Tasso nell'Ottocento musicale italiano, Acireale, Bonanno, 2003. ISBN 88-7796-154-6
- Ritorno alla fase prima: considerazioni sulla nuova vecchia musica; con una nota introduttiva di Sandro Gorli, Acireale, Bonanno Editore, 2003. ISBN 88-7796-152-X

### Saggi
- Di Josie Mallia Pulvirenti, compositore maltese impressionista, e di talune altre cose a questi più o meno riferibili, in «Note su Note», Catania, a. 1, n. 1 (giu. 1993), p. 136-166
- Quattro Canzoni inedite di Pietro Antonio Coppola con una introduzione sull'opera sua, in «Note su Note», a. 2, n. 2 (ott. 1994), p. 57-135
- Francesco Pennisi. Gli anni di formazione e il periodo dei primi lavori inediti (fino al 1963), in «Note su Note», a. 3, n. 3 (novembre 1995), p. 94
- Salvatore Falbo, maestro dello scriver per plettri, in «Note su Note», a. 4, n. 4 (dic. 1996), p. 231-297
- Passati, presenti e ... [futuri] della Minimal music, in «Note su Note», a. 5, n. 5 (dic. 1997), p. 132-155
- La prima stesura di Adelson e Salvini. Fa parte di: Vincenzo Bellini et la France: histoire, creation et reception de l'oeuvre : actes du Colloque internationale, Paris, Sorbonne, Salle des actes, 5-7 novembre 2001, Lucca, Libreria musicale italiana, 2008. ISBN 978-88-7096-508-7

### Musica a stampa
- Adelson e Salvini / Vincenzo Bellini; dramma per musica in tre atti di Leone Andrea Tottola; riduzione di Salvatore Enrico Failla dalla partitura autografa custodita nella biblioteca del Museo civico belliniano di Catania, Catania, Università degli studi, 1988.

### Curatele
- Convegno internazionale di studi belliniani, Università di Catania-Facoltà di Lettere e Filosofia, Monastero dei Benedettini, 4-9 novembre 1985: centocinquantenario belliniano, 1835-1985, Catania, G. Maimone, 1985.
- Bellini 1989: mostra di stampe, figurini e costumi per i personaggi belliniani: catalogo (con Caterina Rita Andò, Domenico De Meo), Catania, G. Maimone, 1989. ISBN 88-7751-029-3
- Vincenzo Bellini: critica, storia, tradizione, Catania, G. Maimone, 1991. ISBN 88-7751-056-0
- Per Aldo Clementi: nell'occasione dei suoi ottant'anni: 25 maggio 2005 (con Maria Rosa De Luca, Graziella Seminara), Catania, Tipolitografia Giovanni Urzì, 2005.